# Compagnie des prêtres de Saint-Sulpice au Québec

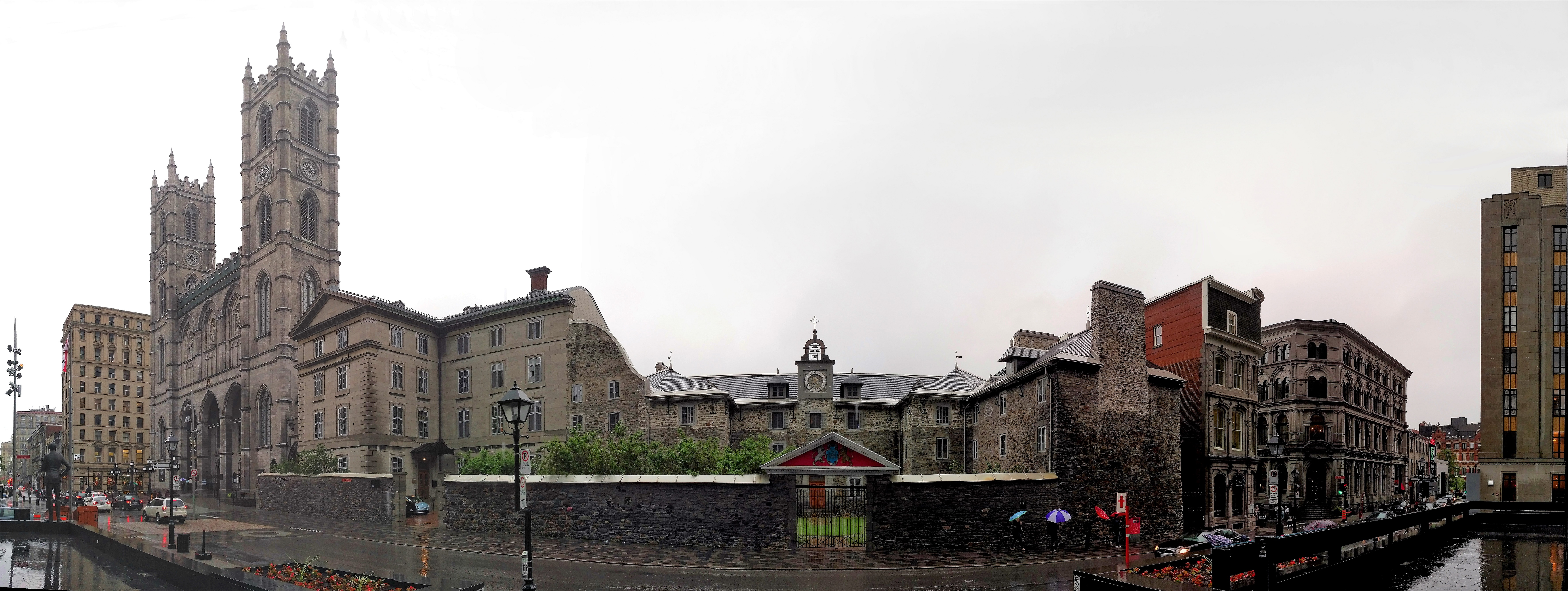
Vue panoramique du vieux Séminaire de Saint-Sulpice, avec vue sur la basilique Notre-Dame de Montréal.

La Compagnie des prêtres de Saint-Sulpice a joué un rôle important au Québec depuis l'époque de la Nouvelle-France, particulièrement à Montréal et ses environs.
Les Sulpiciens ont initialement agi à titre de missionnaires et d'éducateurs et sont toujours présents de nos jours.

## Histoire
En 1639, onze personnes fondent la Société Notre-Dame de Montréal. Cette société a pour but d'évangéliser les Amérindiens et d'établir une colonie française à Ville-Marie. L'un des membres de cette société est Jean-Jacques Olier.
En 1641, Jean-Jacques Olier fonde la Compagnie des prêtres de Saint-Sulpice.
À la demande de Paul de Chomedey de Maisonneuve et Jeanne Mance, la Compagnie envoie à Montréal, le 12 août 1657, quatre Sulpiciens qui prennent la relève des pères jésuites et assurent le ministère de la ville naissante de même qu'une mission, nommée le fort de la Montagne, une ancienne place fortifiée où les Amérindiens pouvaient se réfugier en cas de danger.
Les quatre premiers Sulpiciens envoyés par Jean-Jacques Olier sont : le diacre Antoine d'Allet et les prêtres Gabriel Souart, Dominique Galinier et Gabriel Thubières de Levy de Queylus.
Cette succession permet la création d'un clergé stable à la tête de la colonie française.
Les Sulpiciens de Montréal œuvrent comme prêtres de paroisse dans la région de Montréal, d'abord dans la paroisse Notre-Dame et à Bon Secours. Suivant l’accroissement et le déplacement des populations, ils œuvrent dans onze paroisses rurales de Montréal en plus d'être responsables, par temps variables, de paroisses éloignées de Montréal.
Dans les années 1680-1690, la Compagnie prend en charge la mission qui regroupe des Algonquins, des Iroquois, des Hurons, des Népissingues, des Loups, des Panis. La communauté comprenait entre 200 et 220 personnes. (Voir : Fort Lorette)
De 1663 à 1840, la seigneurie de l'Île-de-Montréal est dirigée par les Sulpiciens qui laissent des traces importantes dans l'organisation urbaine de la ville.
En 1840, ils fondent le Grand Séminaire de Montréal.

## Influence sur la bibliothéconomie québécoise

### Œuvre des Bons Livres (1844)
Les sulpiciens créent l'Œuvre des bons livres en 1844.  
Le but premier de l'Œuvre des Bons livres était de combattre ce qui était considéré comme de mauvais livres, ou livres immoraux. Par ces livres, le clergé assumaient et promouvaient une identité religieuse et une identité sociale recommandée chez son lectorat. Cette vision religieuse de la bibliothèque était en contradiction avec la seconde bibliothèque francophone d'importance de l'époque, l'Institut canadien de Montréal, qui était une institution laïque. 
L'Œuvre des Bons Livres agissait auprès des classes défavorisées. Pour le lectorat, l'emprunt de livres était un tranquillisant, leur permettant de trouver réconfort et accompagnement chrétien dans leurs privations quotidiennes. L'emprunt de volumes leur permettait également d'acquérir des indulgences,
Sur les 2 400 volumes présents dans la collection de l'Œuvre des Bons livres à son inauguration, environ la moitié étaient à vocation catholique. Un exemplaire du catalogue de l'Œuvre des Bons Livres imprimé en 1845, affirme qu'après un an, 4 000 volumes étaient en circulation et que 800 familles bénéficiaient des services de l'Œuvre. Entre 1845 et 1850, un total de 25 000 volumes étaient prêté chaque année et ce pour une population francophone de 23 000 personnes à l'époque.
En 1855, la collection est passée à 11 000 volumes à la suite de la nomination de Louis Regourd à la tête de la bibliothèque.

### Cabinet de lecture paroissial (1857)

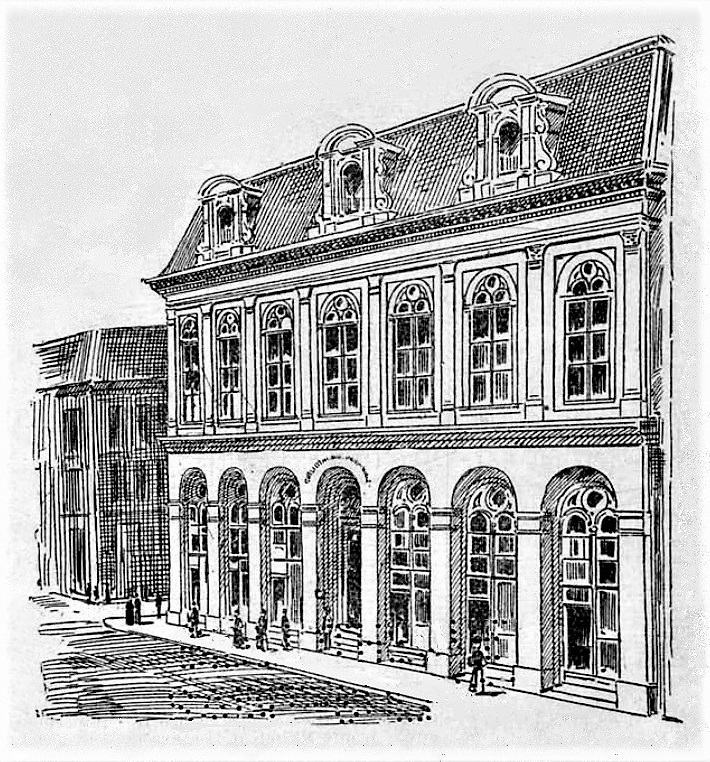
La bibliothèque, rue Notre-Dame

Contrairement à l'Œuvre des bons livres, le Cabinet de lecture paroissiale visait la classe bourgeoise.
Le Cabinet a vu le jour en février 1857, en réaction aux activités politiques entamées par l'Institut Canadien de Montréal vers la fin de la décennie 1840. 
En 1860 un immeuble de trois étages comportant 800 places assises est bâti pour le Cabinet. Dans cet immeuble, il était possible de consulter des livres, des journaux catholiques, et des revues, dont L'Écho du Cabinet de lecture paroissial, publié de 1859 à 1875. 
On y offrait également des lectures, ou conférences publiques, en plus d'y tenir des cercles littéraires.

### Bibliothèque Saint-Sulpice (1915)
La bibliothèque Saint-Sulpice, située au 1700, rue Saint-Denis à Montréal, a été conçue et fondée par les Sulpiciens en 1915. 

### Archives des Sulpiciens de Montréal
Les archives des Sulpiciens sont extrêmement riches et conservent une grande partie de la mémoire du Québec,.
Elles reflètent les rôles religieux et civils de la Compagnie et de ses membres depuis 1657 jusqu'à aujourd'hui.
Elles se trouvent dans un édifice érigé autour de 1680, adjacent à la basilique Notre-Dame de Montréal.